# Haribo-Center

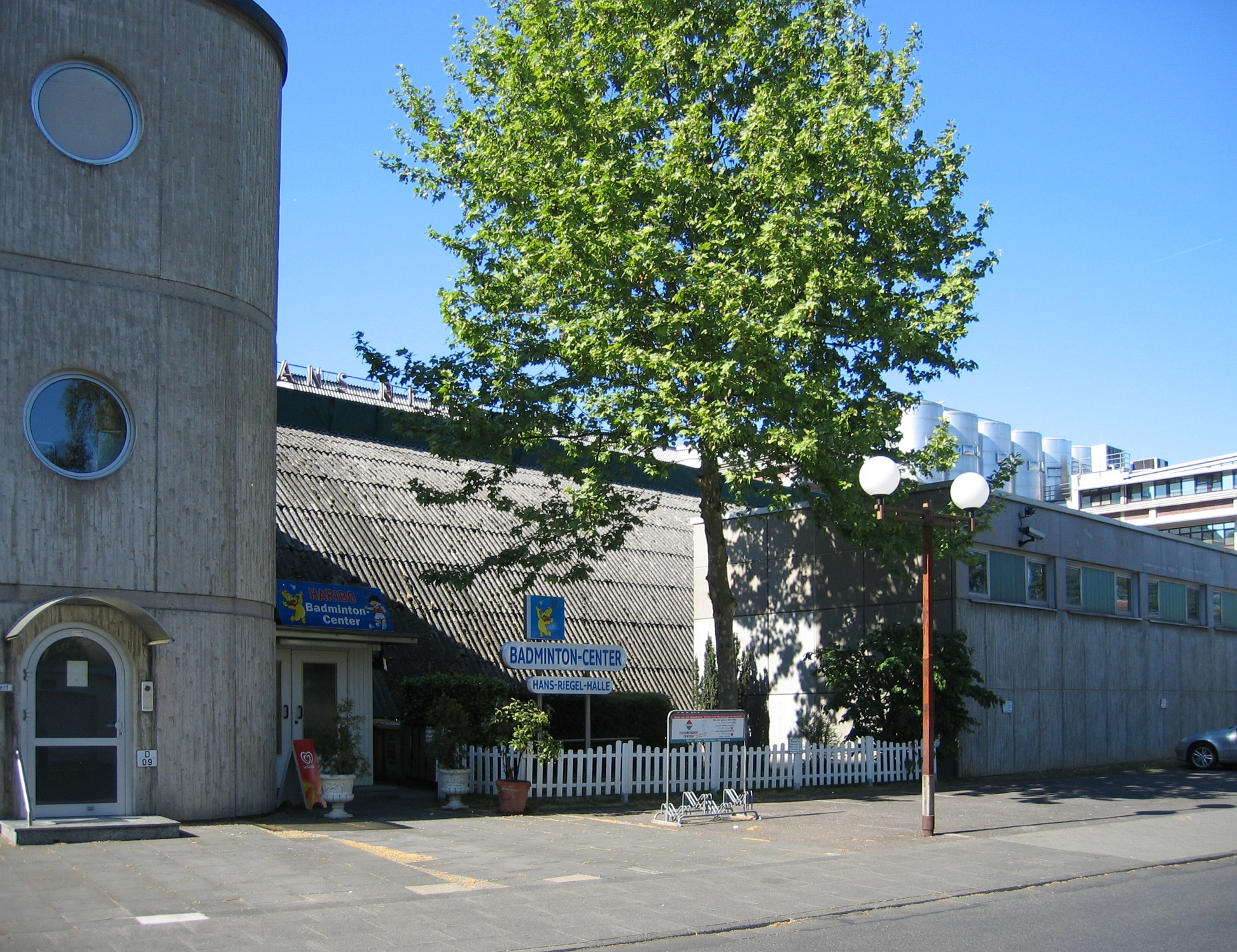
Haribo-Center, Außenansicht

Das Haribo-Center (auch Hans-Riegel-Halle) war eine Badmintonhalle in Bonn.
Der Sohn von Haribo-Gründer Hans Riegel, der Bonner Süßwaren-Unternehmer Hans Riegel junior, wurde am 18. Januar 1953 zum ersten Präsidenten des Deutschen Badminton-Verbandes gewählt. Er ließ im selben Jahr direkt auf dem Betriebsgelände in Kessenich die erste reine Badmintonhalle Deutschlands errichten, deren Einweihung am 12. Dezember 1953 erfolgte. Am 10. Januar 1954 fand dort das erste Länderspiel (Deutschland – Niederlande) statt. Die Badmintonhalle wurde ein architektonisches Meisterwerk, nach dänischen Vorgaben gebaut, in einer der Flugbahn des Federballs angepassten Parabelform.
Von hier gingen Impulse für den Badmintonsport in Deutschland aus. In der Hans-Riegel-Halle wurden bis in die 1970er-Jahre mehrmals nationale und internationale Deutsche Meisterschaften sowie verschiedene Länderkämpfe ausgetragen; Hans Riegel spielte auch selbst im deutschen Nationalteam.
Ab 1988 war die Halle für jedermann zugänglich. Die damals bundesweit erste öffentliche Badmintonanlage stieß in Bonn und Umgebung auf breite Resonanz und erfreute sich bis zuletzt guter Auslastung. Im Jahr 1999 fanden Renovierungsarbeiten statt, so dass die Halle in einem mediterranen Ambiente erschien. Anlässlich des 50-jährigen Bestehens fand am 22. November 2003 ein Jubiläums-Turnier statt, an dem etwa 75 Spieler teilnahmen. Unter den Gästen der abendlichen Jubiläumsparty befanden sich auch ehemalige Spieler, die vor 50 Jahren zu Gründungszeiten in dieser Halle gespielt hatten.
Im Oktober 2014 wurde dem Pächter von der neuen Haribo-Geschäftsleitung unter Hans Guido Riegel gekündigt und die Halle für den Rest des Jahres geschlossen. Aufgrund festgestellter erheblicher Schäden am Dach begann im November 2014 der Abbruch der Halle.